# Europäisches Komitee für Bankstandards
Das Europäische Komitee für Bankstandards (Abkürzung ECBS von englisch European Committee for Banking Standards) war eine Organisation, deren erklärtes Ziel es war, Standards und Richtlinien für den Bankbereich zu entwerfen.

## Historie und Zusammensetzung
Das Europäische Komitee für Bankstandards wurde im Dezember 1992 durch drei europäische Vereinigungen gebildet:
- Banking Federation of the European Union (EBF),
- European Association of Co-operative Banks (EACB),[1]
- European Savings Banks Group (ESBG).

Diese Vereinigungen sind auch als European Credit Sector Associations (ECSA) bekannt.
Die ECSAs stellen die Interessen der europäischen Banken aus den Ländern der EU, des Europäischen Wirtschaftsraums (EWR) und der Europäische Freihandelszone (EFTA) dar.
Als Beobachter wirkten mit:
- Europäische Zentralbank (EZB),
- Die Hauptanbieter des bargeldlosen Zahlungsverkehrs
  - Mastercard Europa
  - Visa Europa
- SWIFT
- Euro Banking Association (EBA).

Das Europäische Komitee für Bankstandards hatte eine Zusammenarbeit mit dem ETSI (Europäisches Institut für Telekommunikationsnormen) vereinbart.
2004 begann das Europäische Komitee für Bankstandards (ECBS) eng mit dem Europäischen Zahlungsverkehrsausschuss (EPC) zusammenzuarbeiten und ging 2006 in diesem auf. Die Webseite wurde von einer anderen Organisation übernommen, die nicht mehr die Ziele der ursprünglichen ECBS verfolgt.

## Aufgabe
Das Primärziel des Europäischen Komitees für Bankstandards war es, den europäischen Zahlungsverkehr weiterzuentwickeln. Dazu wurden Standards entwickelt, die den Anforderungen der Wirtschaft und des Handels gerecht werden.
Das Europäische Komitee für Bankstandards erstellte technische Reports und Standard-Implementierungsrichtlinien. Diese sollten bei der Entwicklung von Zahlungsverkehrsanwendungen unterstützend wirken.
Auf europäischem und internationalem Niveau überwachte das Europäische Komitee für Bankstandards Standardisierungstätigkeiten, die sich auf den europäischen Zahlungsverkehr auswirken können. Damit stellte das Komitee ein Forum für Meinungsbildung des europäischen Banksektors für die Weiterentwicklung verschiedener Standards zur Verfügung.